# Maro borealis
Maro borealis är en spindelart som beskrevs av Kirill Yeskov 1991. Maro borealis ingår i släktet Maro och familjen täckvävarspindlar. Inga underarter finns listade i Catalogue of Life.